# Hôtel de Maliverny
L'hôtel de Maliverny est un hôtel particulier situé au n° 33 de la rue Émeric-David, à Aix-en-Provence (France).
Cet édifice est inscrit au titre de monument historique depuis 1971. La protection concerne le portail et les murs de clôture avec leurs balustres.

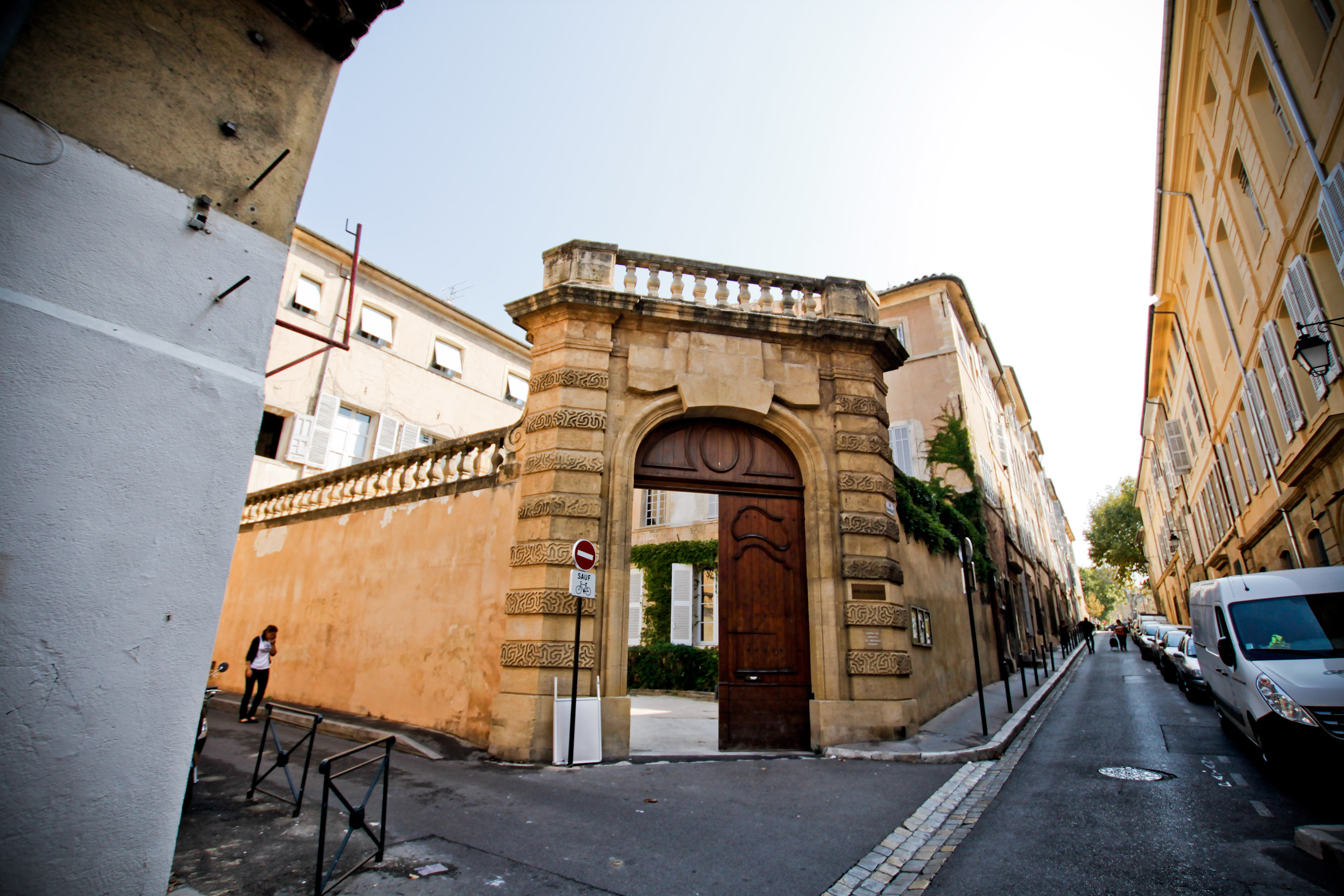
Le portail à carrosses donnant sur la cour d'honneur de l'hôtel de Maliverny, vu depuis la rue Émeric-David.

## Historique
L'hôtel fut construit pour la famille Antelmy de la Cépède dans le nouveau quartier Villeneuve. Vers 1650, il fut racheté par les Maliverny, originaires de Cotignac dans le Var. Nicolas de Maliverny, reçu en 1655 conseiller à la Cour des comptes d'Aix en l'office de son père fera embellir les pièces d'apparat ainsi que rénover le bâtiment, quelque peu vétuste. Son propre fils, Jean-Baptiste, reçu conseiller à son tour en 1690, termina ces travaux de rénovation.
En 1751, Mabile de Maliverny, fille et petite-fille de présidents au parlement, unique héritière de son nom et d'une grande fortune, ayant épousé le marquis de Marignane et des Îles-d'Or, alla habiter l'hôtel de son mari, rue Mazarine. Comme le note l'historien Chol dans Secrets et décors des hôtels particuliers aixois : leur fille, Émilie de Covet, qui était réputée pour être une « dévergondée » et « la coqueluche des libertins aixois », rendait encore visite à son grand-père à l'hôtel familial, rue David. Ainsi, Mirabeau, qui s'était amouraché de la jeune Émilie, n'hésita pas à fréquenter assidûment l'hôtel de Monval, situé juste en face de l'hôtel de Maliverny. Il pouvait ainsi suivre les allées et venues de la jeune fille et « observer sa beauté juvénile » à certaines heures de la journée.
Le 23 juin 1772, Honoré Gabriel Mirabeau et Émilie Covet se marient en l'église du Saint-Esprit, seulement pour divorcer quelques années plus tard, en 1783 après un procès retentissant.
En 1822 l'hôtel fut vendu à une Mme Icard, qui le lèguera à sa nièce, Mme Tavernier.
Au début du XXe siècle, en pleine révolution industrielle, l'hôtel sert d'autres usages et fut vendu en 1919 par Mme Tavernier à Louis Hippolyte Casse, président du Tribunal de commerce et négociant en huiles, qui fit table rase de la plupart des décors du rez-de-chaussée et même d'une double porte en noyer sculptée d'origine qu'il jugeait « encombrants ». Mr Casse fit par ailleurs construire un bâtiment devant l'ancienne porte de l'hôtel.
L'entrée se fait maintenant par une porte latérale sur la rue Émeric David et non à travers la cour d'honneur.

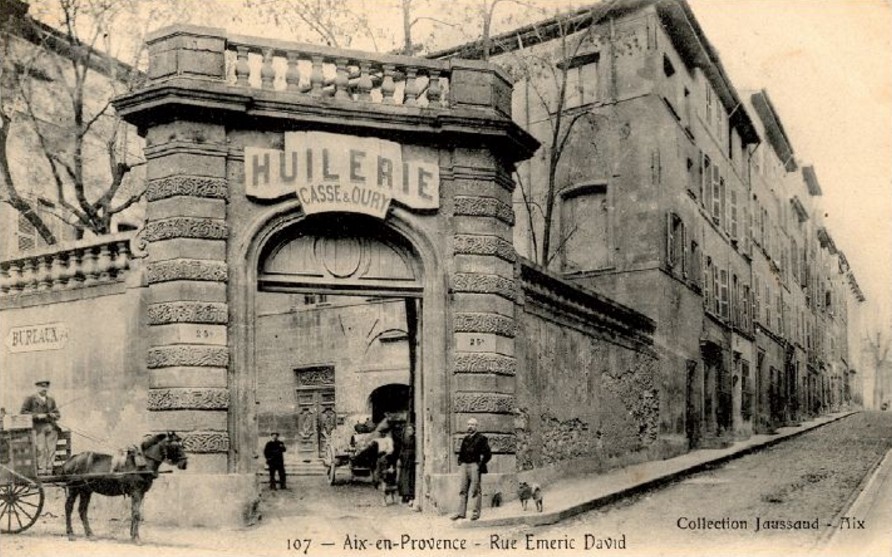
L'hôtel de Maliverny transformé en huilerie par Louis Hippolyte Casse au XXe siècle

## Architecture et décoration intérieure
Après avoir franchi un haut portail à carrosses (remanié à la fin du XVIIe siècle), le visiteur se trouve dans une modeste cour d'honneur en forme d'étrave tronquée. Les murs d'enceinte s'évasent vers la façade principale divisée en deux bâtiments « en équerre ».
Le portail et les murs sont coiffés d'une balustrade en pierre.
Le premier étage a conservé son décor d'origine et l'on peut y voir des plafonds peints et sculptés exceptionnels qui marquent l'âge d'or de la boiserie et de la gypserie baroques en Provence.